# 悉尼邮政总局
悉尼邮政总局（英語：General Post Office，GPO）是澳大利亚悉尼的一座地标建筑，位于马丁广场1号（西端），介于乔治街与必街之间。该建筑原是新南威尔士州邮政系统总部。1996年，政府将其出售给私人业主。该建筑现在开设商店、咖啡廳、餐廳、酒吧，以及威斯丁酒店和麦觉理银行。澳大利亚邮政在马丁广场和乔治街角仍有一家“邮政店”。

## 歷史
该建筑由殖民地建筑师詹姆斯·巴尼特设计，从1866年到1891年分阶段修建。巴奈特设计的主立面为砂岩质地，沿马丁广场延伸达100米。建筑周围临街设有柱廊。柱廊每个拱的基石上，刻有滑稽人脸，代表大英帝国和外国的许多地方。他的引用真实人物（包括巴尼特本人）在当时引起了争议。正门上方的维多利亚女王像。
正立面中央的塔楼曾于1942年拆除，以减少悉尼遭空袭情况下邮政总局的能见度。重建于1964年。

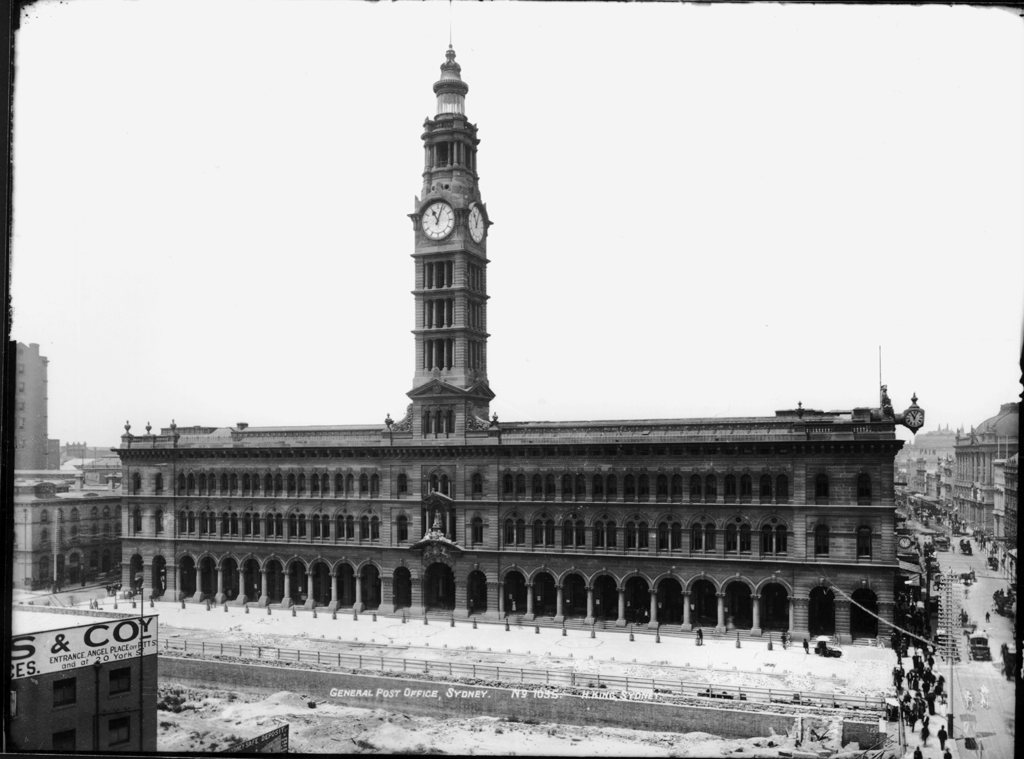
主立面（1900）
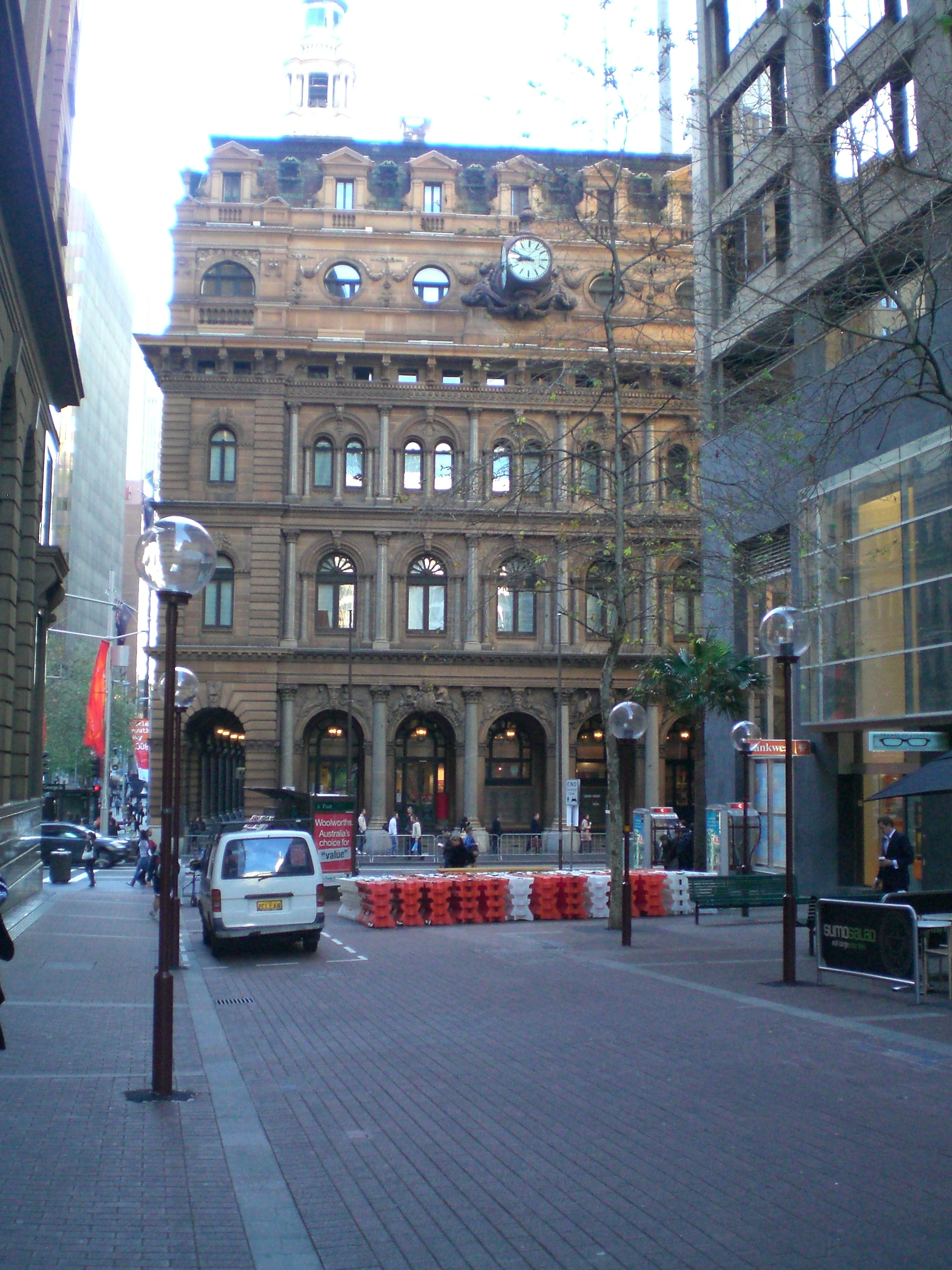
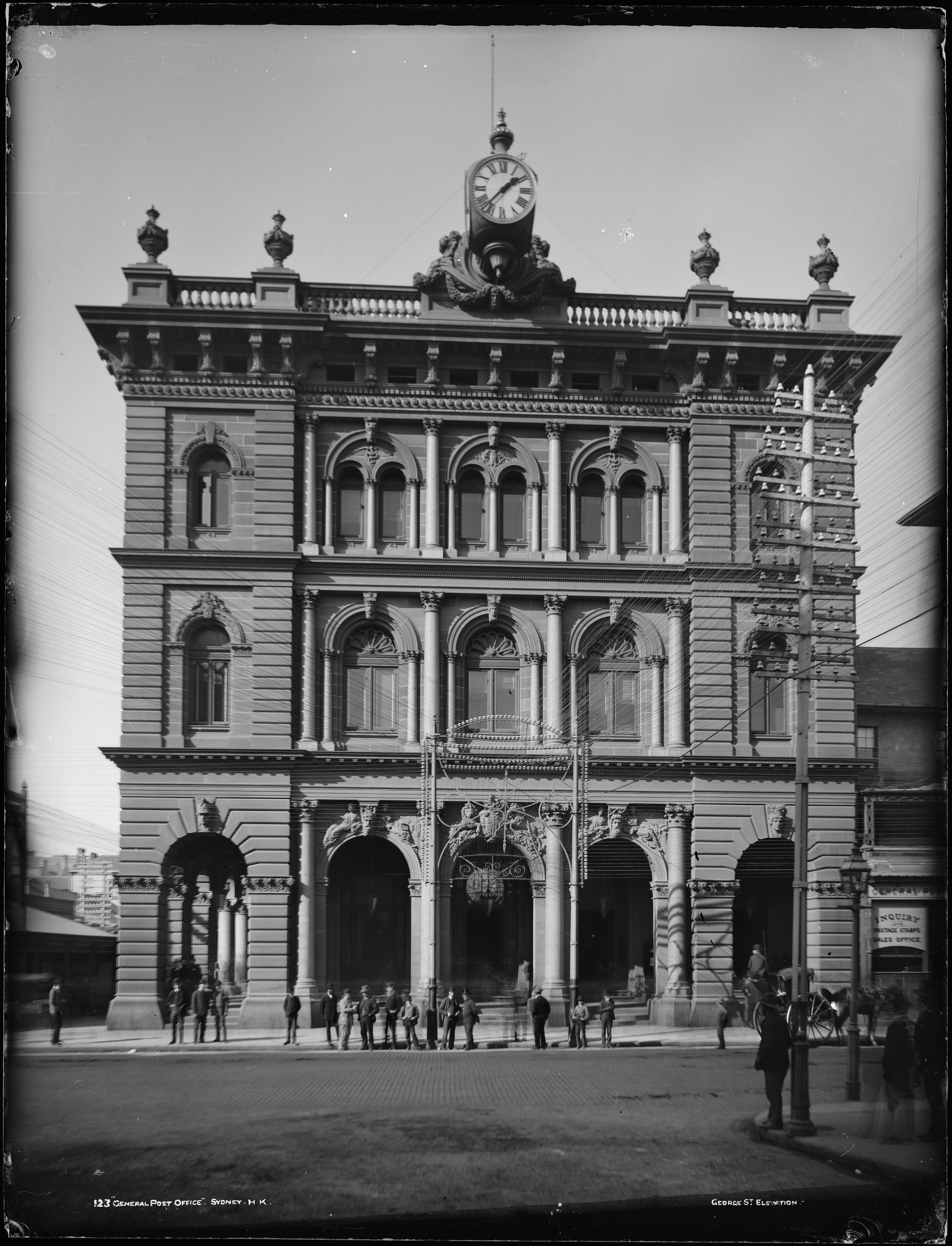
乔治街立面
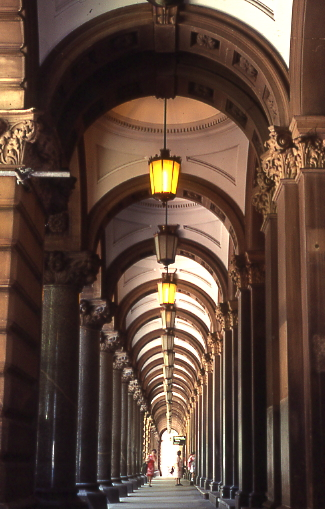
柱廊
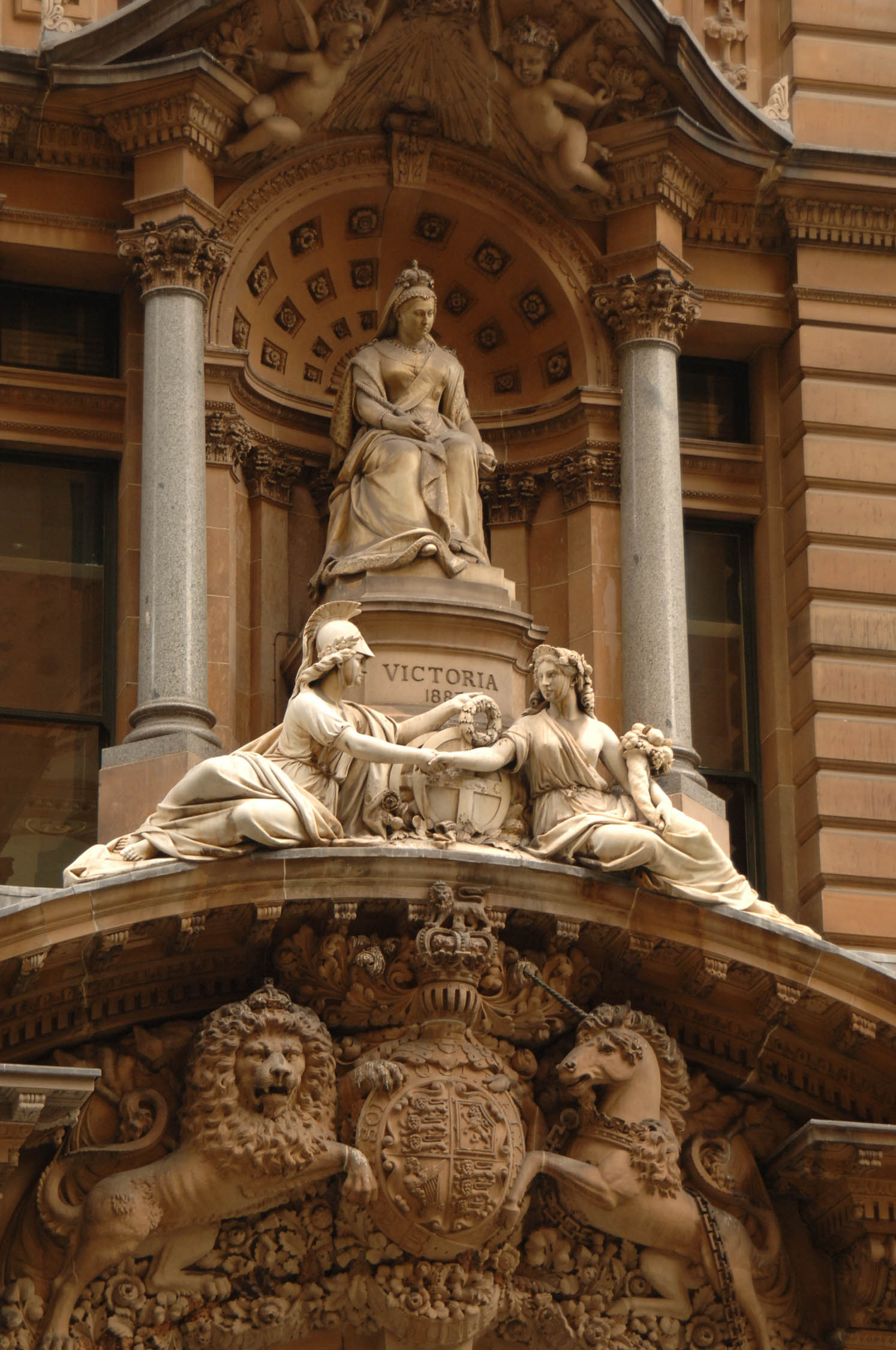
正门上方的维多利亚女王像
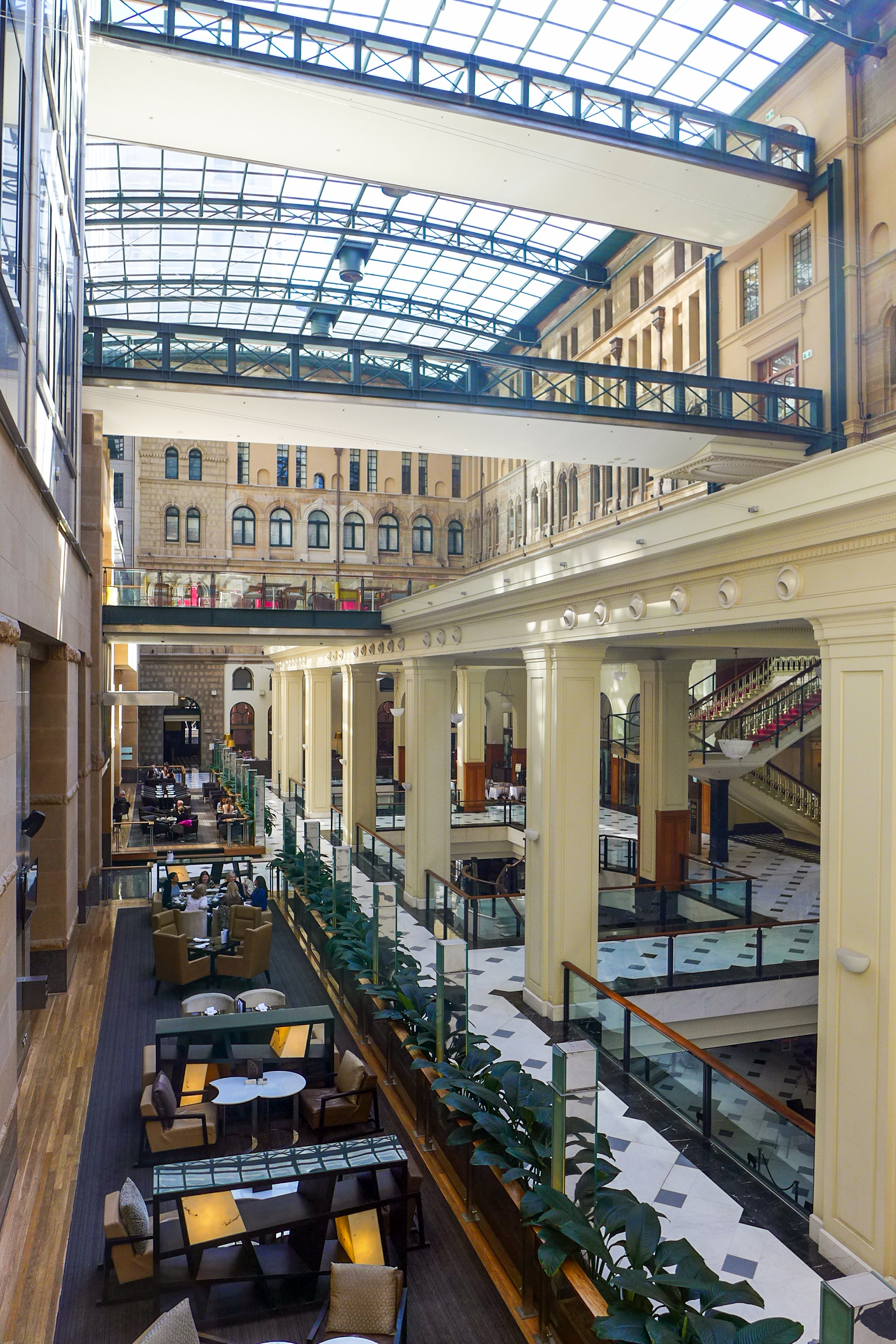
悉尼邮政总局內的中庭連結威斯丁酒店
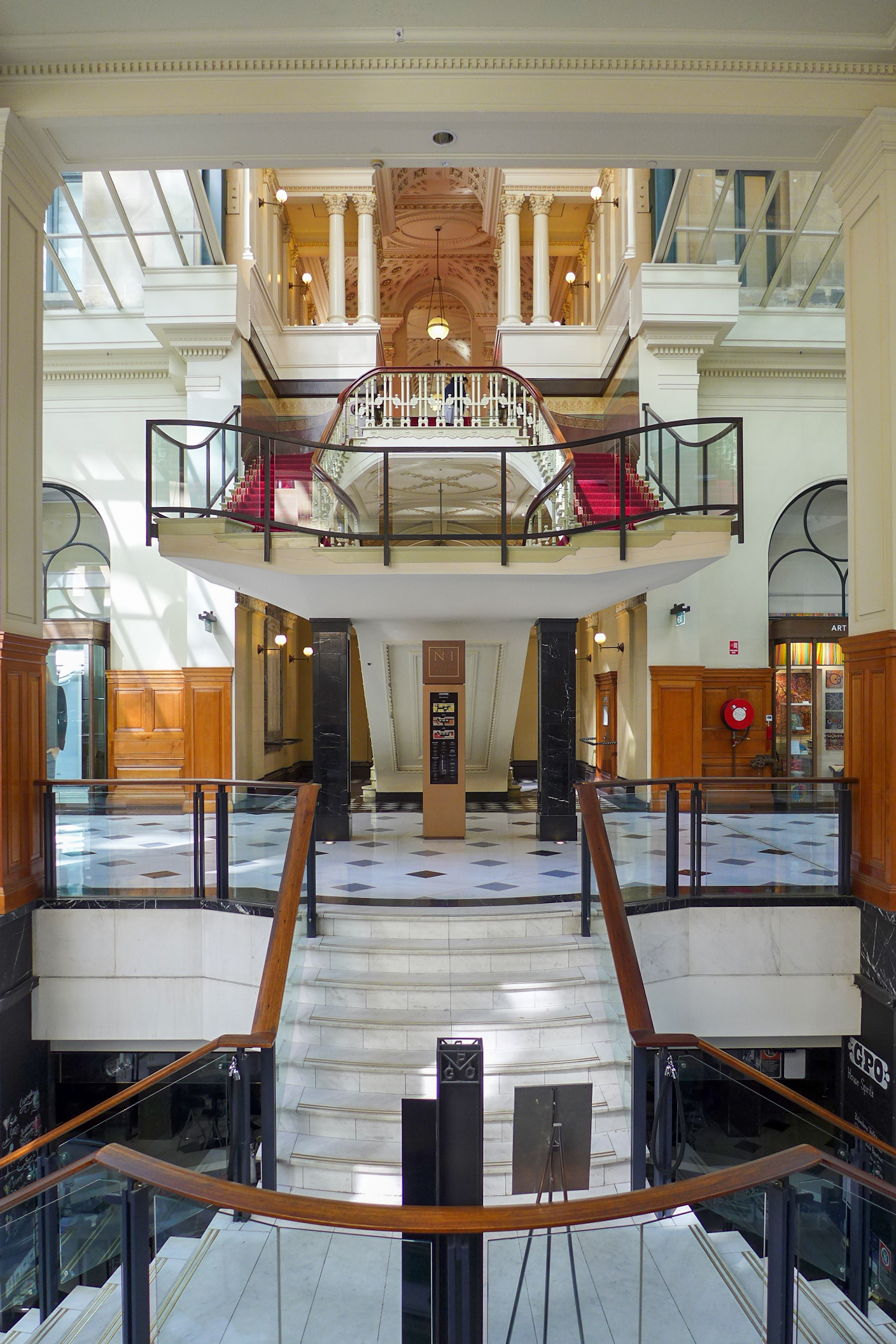
悉尼邮政总局內的原有樓梯（上）和連接地庫餐廳的樓梯（下）